# Roberto Pietrelli
Roberto Pietrelli (Fano, 14 febbraio 1971) è un ex pallavolista italiano.
Nella stagione 1998 si è laureato Campione d'Italia e vincitore della Coppa CEV.
Nella sua carriera ha vinto anche la Serie A2 nel 1995 e una Coppa Italia di Serie A2 nel 2000.